# 조선민주주의인민공화국 채취공업성
채취공업성(採取工業省)은 삼림 작물, 삼림의 식용 생산물의 채취, 가공 사무를 관장하는 조선민주주의인민공화국의 내각 중앙 행정기관이다. 초기에는 림업성 또는 영림성에서 사무를 겸임 관장하다가 채취공업성으로 이관되었다.

## 역대 채취공업상
- 강민철 : 2005년 ~ 2014년 1월
- 리학철 : 2014년 1월 ~ ?
- 렴철수 : ? ~ 2021년 1월
- 김철수 : 2021년 1월 ~

## 같이 보기
- 석탄공업성
- 림업성
- 광업성